# Fusillade du Luby's
La fusillade du Luby's est une tuerie de masse qui a eu lieu le 16 octobre 1991 dans une cafétéria Luby's (en) (chaine de restauration américaine originaire du Texas) à Killeen, au Texas. Le tireur, George Hennard, est rentré avec sa camionnette Ford Ranger dans la fenêtre du restaurant. Il a rapidement tiré et tué 23 personnes et en a blessé 27 autres. Il a eu une brève fusillade avec la police, a refusé leurs ordres de se rendre et s'est suicidé par balle.
Classée à l'époque comme la fusillade de masse la plus meurtrière dans l'histoire des États-Unis, son nombre de morts a été dépassé par la fusillade de Virginia Tech en avril 2007. En mai 2018, cet incident était la sixième fusillade la plus meurtrière des États-Unis.

## Fusillade
Le 16 octobre 1991, George Hennard, un chômeur de 35 ans qui travaillait précédemment dans la marine marchande, a conduit une camionnette Ford Ranger à travers la vitre de la devanture d'un restaurant Luby's à Killeen, au Texas. Hennard a crié: « Toutes les femmes de Killeen et Belton sont des vipères! C'est ce que vous avez fait pour moi et ma famille ! C'est ce que le comté de Bell m'a fait ... c'est le jour du remboursement ! » Il a ensuite ouvert le feu sur les gens à l'intérieur avec un pistolet Glock 17 de 9 mm et un pistolet Ruger P89 de 9 mm,. Hennard a traqué, tiré, et tué 23 personnes, 10 d'entre eux avec des coups simples à la tête, et blessé 27 autres personnes.
Le 16 octobre était le National Boss's Day (aux États-Unis, c'est traditionnellement une journée où les employés remercient leur patron pour être gentil et juste tout au long de l'année), et le restaurant était inhabituellement bondé avec environ 150 personnes,. Au début, les gens pensaient que la camionnette encastrée dans la fenêtre était un accident, mais Hennard a commencé à tirer sur les clients presque immédiatement après. La première victime a été le vétérinaire Michael Griffith. Un autre client, Tommy Vaughn, s'est jeté par la fenêtre arrière, subissant des blessures, mais il a créé une voie d'évasion pour lui et les autres. Hennard a rechargé au moins trois fois avant que la police n'arrive et il s'est livré à une brève fusillade avec eux. Blessé, il se retira dans la salle de bain. La police a dit à plusieurs reprises à Hennard de se rendre, mais il a refusé, disant qu'il allait tuer plus de gens. Quelques minutes plus tard, il s'est suicidé en se tirant une balle dans la tête.

## Motif
Hennard a été décrit comme reclus et violent, avec un tempérament explosif. Il avait été expulsé de la marine marchande pour cause de possession de marijuana. Hennard aurait déjà auparavant exprimé de la haine envers les femmes. Un ex-compagnon de chambre a déclaré: «Il détestait les noirs, les hispaniques et les homosexuels, il disait que les femmes étaient des serpents et qu'elles avaient toujours des remarques désobligeantes à leur sujet (à propos des hommes), surtout après des disputes avec sa mère. Sur les 23 personnes tuées, 14 étaient des femmes, tout comme de nombreux blessés. Il a appelé deux d'entre elles "chienne" avant de les abattre.

## Auteur de la fusillade
George Pierre Hennard est né le 15 octobre 1956 à Sayre en Pennsylvanie. IL est le fils aîné d'un chirurgien né en Suisse et d'une femme au foyer et a deux frères et sœurs, Alan et Desiree. La famille de Hennard déménage plus tard au Nouveau-Mexique, où son père travaille au centre de lancement de White Sands près de Las Cruces. Après avoir été diplômé de la Mayfield High School en 1974, il s'enrôle dans la marine américaine et sert pendant trois ans, jusqu'à ce qu'il soit libéré honorablement. Hennard travaille plus tard dans la marine marchande, mais est licencié pour possession de drogue.
Au début de l'enquête sur le massacre, le chef de la police de Killeen a déclaré que Hennard "avait un problème évident avec les femmes". Après que ses parents ont divorcé en 1983, son père a déménagé à Houston, et sa mère a déménagé à Henderson, au Nevada. Les pistolets Glock 17 et Ruger P89 9mm utilisés par Hennard ont été achetés entre février et mars 1991 dans une armurerie de Henderson.